# Concurs de castells de Vilafranca 1962
El concurs de castells de Vilafranca 1962 tingué lloc el 30 d'agost de 1962 a la plaça de la Vila de Vilafranca del Penedès i fou organitzat pels administradors de la festa major vilafranquina en el marc de la diada de Sant Fèlix. Va ser l'onzè concurs de castells de la història i el segon celebrat a aquesta ciutat, vint-i-set anys després de l'edició de 1935. El concurs no va ser obert a totes les colles i només hi van ser convidades les dues colles vallenques, la Colla Vella dels Xiquets de Valls i la Muixerra de Valls, liderades per Josep Gasque, Pep de la Llet, i Llorenç Fabra Español, Llorençó, respectivament. La Colla Vella s'endugué la victòria descarregant el 4 de 8 i el 2 de 7, i la Muixerra de Valls, va quedar en segona posició descarregant el 2 de 7. Tanmateix, la premsa de l'època només va fer constar aquests tres castells, i diu que se'n van fer més de menys valor però no especifica quins van ser. D'altra banda, tot i que segons Món casteller va haver-hi puntuacions i jurat, no ha quedat recollit en la historiografia castellera.

## Resultats

### Classificació
| Resultat              |
| --------------------- |
| Descarregat (D)       |
| Carregat (C)          |
| Intent (I)            |
| Intent desmuntat (ID) |

En el concurs de castells de Vilafranca de 1962 hi van participar 2 colles.
| Pos. | Colla                             | 1a ronda | 2a ronda | Punts |
| ---- | --------------------------------- | -------- | -------- | ----- |
| 1    | Colla Vella dels Xiquets de Valls | 2de7     | 4de8     | —     |
| 2    | La Muixerra Xiquets de Valls      | 2de7     | —        | —     |

### Estadística
La següent taula mostra l'estadística dels castells que es van provar al concurs de castells. Els següents castells apareixen ordenats, de major a menor dificultat, segons la taula de puntuacions del XXIV Concurs de castells de Tarragona (2012).
| Castell | Descarregat | Carregat | Intent | Intent desmuntat | Total |
| ------- | ----------- | -------- | ------ | ---------------- | ----- |
| 4 de 8  | 1           | —        | —      | —                | 1     |
| 2 de 7  | 2           | —        | —      | —                | 2     |
| Total   | 3           | 0        | 0      | 0                | 3     |